# Tetraodon
Tetraodon é um grande gênero entre os Baiacus, da família Tetraodontidae. Seus membros estão distribuidos da África até o Sudeste Asiático.

## Espécies
- Baiacu abei,Tetraodon abei Roberts, 1998
- Tetraodon baileyi Sontirat, 1989
- Tetraodon barbatus Roberts, 1998
- Baiacu biocelatus ou Baiacu figura 8, Tetraodon biocellatus Tirant, 1885
- Baiacu da camboja,Tetraodon cambodgiensis Chabanaud, 1923
- Baiacu da cochinchina,Tetraodon cochinchinensis (Steindachner, 1866)
- Baiacu ocelado ou Baiacu comum, Tetraodon cutcutia Hamilton, 1822
- Tetraodon duboisi Poll, 1959
- Baiacu listrado, Tetraodon erythrotaenia Bleeker, 1853
- Baiacu dulcícola, Tetraodon fluviatilis Hamilton, 1822
- Tetraodon implutus Jenyns, 1842
- Tetraodon kretamensis Inger, 1953
- Tetraodon leiurus Bleeker, 1851
- Baiacu fahaka ou Baiacu do nilo, Tetraodon lineatus Linnaeus, 1758
- Baiacu mbu ou Baiacu gigante, Tetraodon mbu Boulenger, 1899
- Baiacu do congo ou Baiacu batata, Tetraodon miurus Boulenger, 1902
- Baiacu Verde Pintado, Tetraodon nigroviridis Marion de Procé, 1822
- Baiacu King Kong, Tetraodon palembangensis Bleeker, 1852
- Baiacu de linhas vermelhas, Tetraodon pustulatus Murray, 1857
- Tetraodon sabahensis Dekkers, 1975
- Tetraodon schoutedeni Pellegrin, 1926
- Tetraodon suvattii Sontirat, 1989
- Tetraodon waandersii Bleeker, 1853